# Camellia impressinervis
Camellia impressinervis är en tvåhjärtbladig växtart som beskrevs av Hung T. Chang och S.Ye Liang. Camellia impressinervis ingår i släktet Camellia och familjen Theaceae. Inga underarter finns listade i Catalogue of Life.